# Erik Meijer
Erik Meijer, född 2 augusti 1969, är en nederländsk före detta professionell fotbollsspelare (anfallare) som spelade en landskamp för det nederländska landslaget 1993. Under spelarkarriären representerade han bland andra PSV, Bayer Leverkusen, Liverpool FC och Hamburger SV.